# Rašple

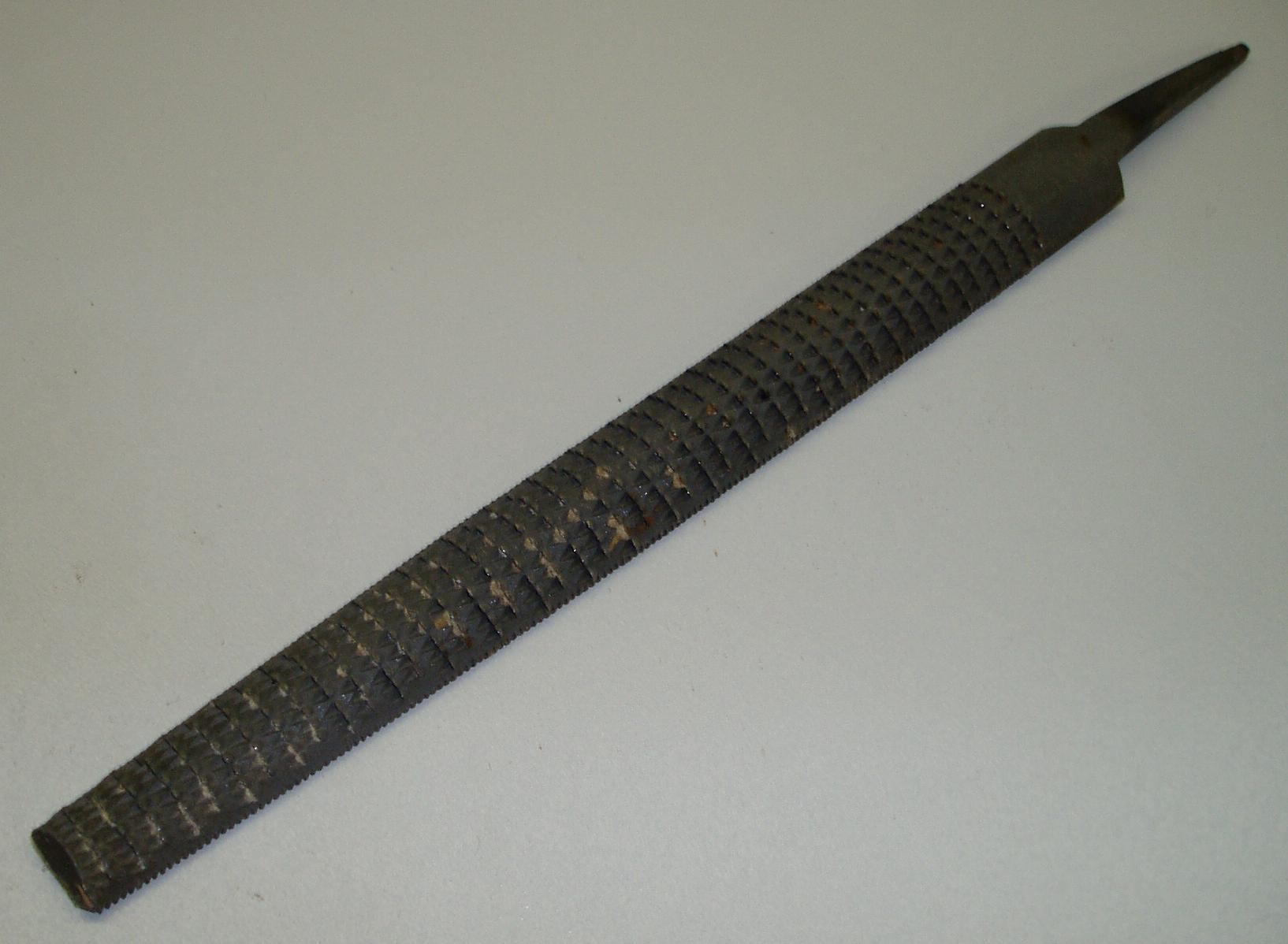
Rašple bez rukojeti

Rašple, neboli česky správněji struhák, je často velký ruční truhlářský pilník. Používá se k hrubšímu opracovávání dřeva. Je vyrobena z oceli, dlouhá 30-50 cm a na pracovní ploše má přibližně 0,5 mm vysoké ostré hroty, zvané sek. Sek může být ruční nebo strojový. Sek většinou existuje ve třech hrubostech 1 – hrubý, 2 – střední, 3 – jemný. Může mít obdélníkový (plochá), kruhový nebo půlkruhový (úsečová) profil.